# Casa Grande, Oaxaca
Casa Grande är en ort i Mexiko.   Den ligger i kommunen Asunción Cacalotepec och delstaten Oaxaca, i den sydöstra delen av landet, 400 km sydost om huvudstaden Mexico City. Casa Grande ligger 1 009 meter över havet och antalet invånare är 128.
Terrängen runt Casa Grande är bergig norrut, men söderut är den kuperad. Runt Casa Grande är det glesbefolkat, med 20 invånare per kvadratkilometer. Närmaste större samhälle är San Miguel Quetzaltepec, 17,3 km sydost om Casa Grande. I omgivningarna runt Casa Grande växer i huvudsak städsegrön lövskog.